# Toni Albà
Antoni Albà i Noya, conocido como Toni Albà, (Villanueva y Geltrú, Barcelona, 13 de agosto de 1961) es un cómico, actor y director teatral español.
Se formó como actor en diferentes escuelas de teatro, empezando en El Timbal con asignaturas como mimo y pantomima. Continuó después en el Instituto del Teatro y en la escuela de Rogelio Rivel. Posteriormente completó su formación teatral en París, en la escuela de Jacques Lecoq.

## Trabajos

### Televisión
- 1981, Quitxalla (TVE)
- 1993, Noche Noche (Antena 3)
- 1993, La nit de la publicitat (TV3)
- 1993, El dia dels innocents (TV3)
- 1995, En Ton (TV3)
- 1996, La nit del Maremagnum (TV3)
- 1998, Canal-One (Canal+)
- 1999, La memòria dels Cargols (TV3)
- 2001-2002, 7 de nit (TV3)
- 2002-2003, Una altra cosa (TV3)
- 2004-2005, Boletaires (TV3)
- 2004-2005, Societat Imitada (TV3)
- 2005, TR3S D (TV3)
- 2005-2006, Buenafuente (Antena 3)
- 2006, Barçòvia (TV3)
- 2006-2019, 2020- presente Polònia (TV3)
- 2008-2016, Crackòvia (TV3)

### Como director
- 1986, Brams o la komedia de los herrores
- 1996, Operació Fu

### Como actor
- 2002, Lisístrata
- 2006, El coronel Macià
- 2008, Mortadelo y Filemón. Misión: salvar la Tierra
- 2011, Els 39 Esglaons. (Teatro)